# Zračna luka Horamabad
Zračna luka Horamabad (IATA kod: KHD, ICAO kod: OICK) smještena je u blizini grada Horamabada u zapadnom dijelu Irana odnosno pokrajini Luristan. Nalazi se na nadmorskoj visini od 1153 m. Zračna luka ima jednu asfaltiranu uzletno-sletnu stazu dužine 3200 m, a koristi se za tuzemne i regionalne letove. Vodeći zračni prijevoznik koji nudi redovne letove za Teheran-Mehrabad u ovoj zračnoj luci je Iran Air Tours.

## Vanjske poveznice
- (engl.) [neaktivna poveznica]
- (engl.) DAFIF, Great Circle Mapper: KHD